# Disturbios de Guyarat de 2002
Los disturbios de Guyarat de 2002, también conocidos como pogromo de Guyarat,  fueron tres días de violencia intercomunitaria en el estado occidental indio de Guyarat. La violencia comenzó tras el incendio de un tren en Godhra el 27 de febrero de 2002, que causó la muerte de 58 peregrinos hindúes y karsevaks que regresaban de la ciudad santa de Ayodhya. Tras los disturbios iniciales, hubo más brotes de violencia en Ahmedabad durante los siguientes tres meses, en el estado de Guyarat siguieron ocurriendo más brotes de violencia antimusulmana hasta el año siguiente. 
Según cifras oficiales, los disturbios terminaron con 1044 muertos, 223 desaparecidos y 2500 heridos. De los muertos, 790 eran musulmanes y 254 hindúes. El Informe del Tribunal de Ciudadanos estimó que podrían haber muerto hasta 1926 personas y otras fuentes, por encima de los 2000. Además de numerosos asesinatos brutales y violaciones se reportaron saqueos generalizados y destrucción de propiedad. Narendra Modi, el entonces ministro principal de Guyarat y más tarde primer ministro de la India, fue acusado de condonar la violencia, al igual que la policía y los funcionarios del gobierno que supuestamente dirigieron a los alborotadores y les dieron listas de propiedades de propiedad musulmana. 
En 2012, Modi fue absuelto de complicidad en la violencia por un equipo de investigación (SIT) designado por la Corte Suprema india, que también rechazó las afirmaciones de que el gobierno estatal no había hecho lo suficiente para prevenir los disturbios. La comunidad musulmana reaccionó con ira e incredulidad y en julio de 2013 se denunció que el SIT había suprimido pruebas. En diciembre, un tribunal indio confirmó el informe anterior del SIT y rechazó una petición que buscaba el procesamiento de Modi. En abril de 2014, la Corte Suprema expresó su satisfacción por las investigaciones del SIT en nueve casos relacionados con la violencia y rechazó una petición que impugnaba el informe del SIT por considerarlo "infundado".
Aunque oficialmente clasificados como un disturbio intercomunitario, los acontecimientos de 2002 han sido descritos como un pogromo por muchos académicos  y algunos comentaristas alegan que los ataques habían sido planeados, y que el ataque al tren fue un "detonante preparado" para lo que en realidad fue una violencia premeditada.   Otros observadores han afirmado que estos acontecimientos cumplían la "definición legal de genocidio",  o se han referido a ellos como terrorismo de Estado o limpieza étnica.    Entre los casos de violencia masiva se incluyen la masacre de Naroda Patiya, que tuvo lugar justo al lado de un campo de entrenamiento policial;  la masacre de la Sociedad Gulbarg, donde Ehsan Jafri, un ex parlamentario, estaba entre los muertos; y varios incidentes en la ciudad de Vadodara.  Los académicos que estudiaron los disturbios de 2002 afirman que fueron premeditados y constituyeron una forma de limpieza étnica, y que el gobierno estatal y las fuerzas del orden fueron cómplices de la violencia que ocurrió.   